# Cischweinfia parva
Cischweinfia parva là một loài thực vật có hoa trong họ Lan. Loài này được (C.Schweinf.) Dressler & N.H.Williams mô tả khoa học đầu tiên năm 1970.

## Hình ảnh

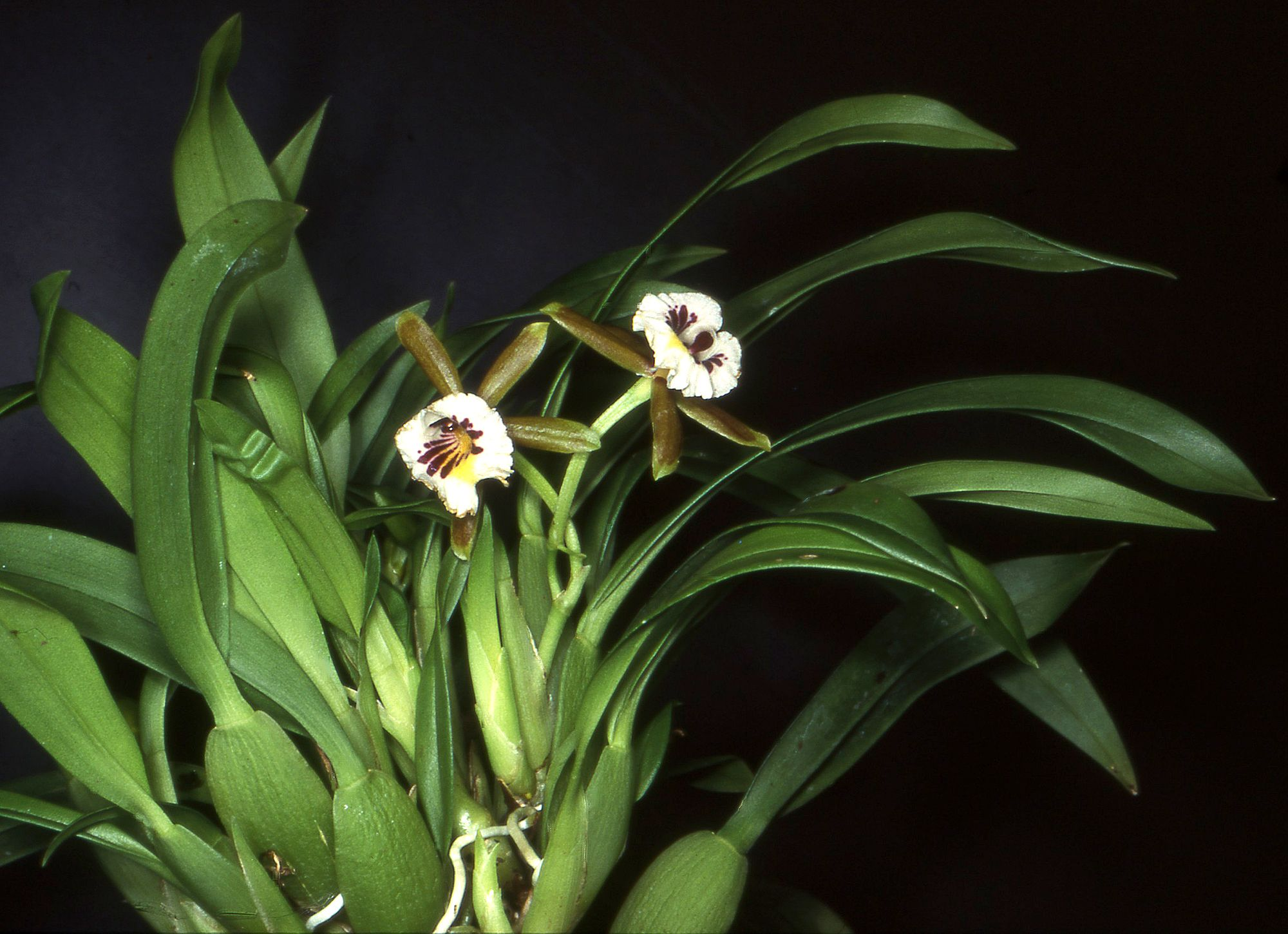
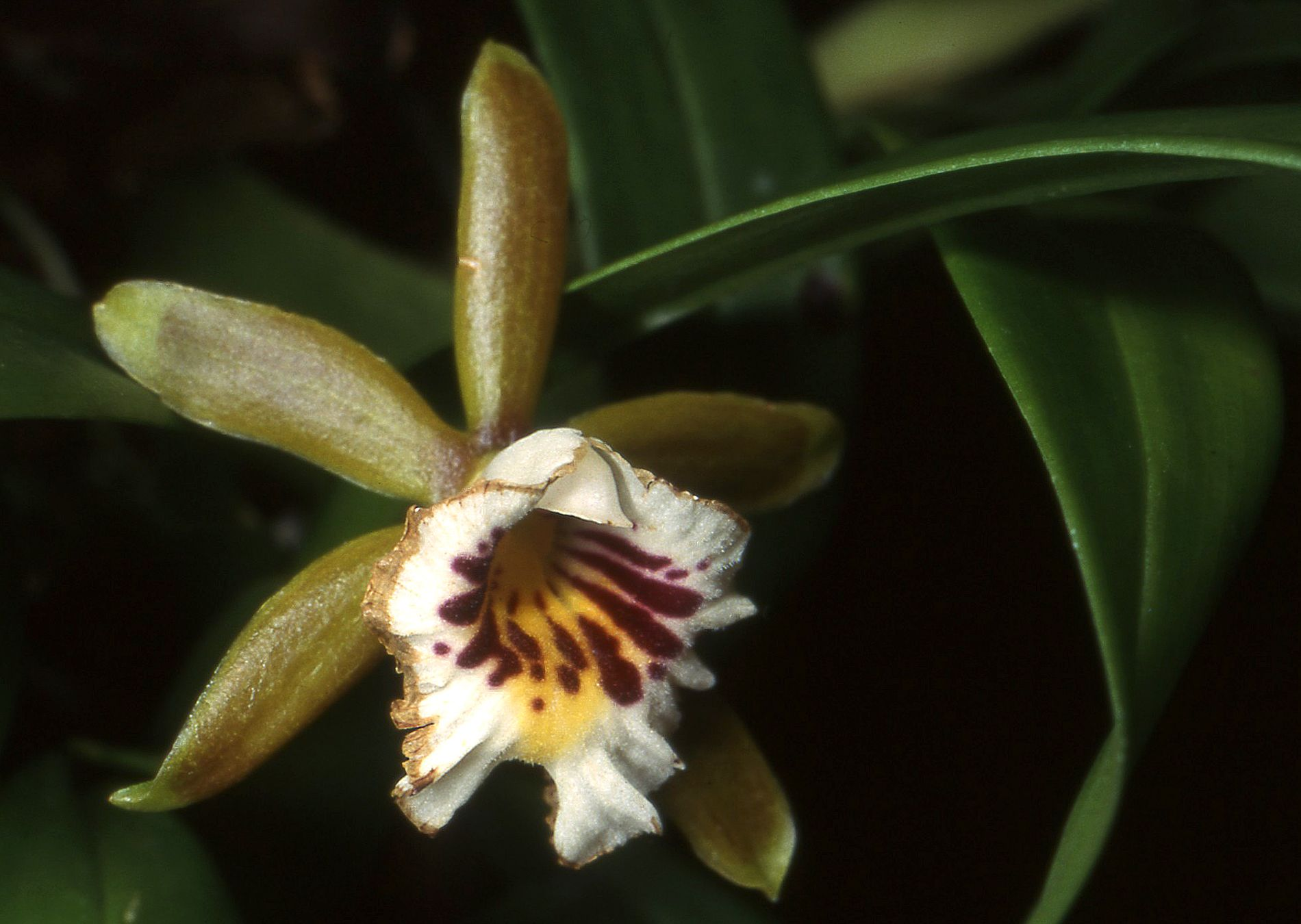